# Chactopsis buhrnheimi
Espèce
Chactopsis buhrnheimi est une espèce de scorpions de la famille des Chactidae.

## Distribution
Cette espèce est endémique d'Amazonas au Brésil. Elle se rencontre vers Guajará.

## Étymologie
Cette espèce est nommée en l'honneur de Paulo Friedrich Bührnheim.

## Publication originale
- Lourenço, 2003 : Le genre Chactopsis Kraepelin ((Scorpiones, Euscorpiidae (ou Chactidae)) en Amazonie brésilienne. Biogeographica, vol. 79, no 4, p. 167-174.